# Пшибыльский, Бронислав Казимеж
Бронислав Казимеж Пшибыльский (пол. Bronisław Kazimierz Przybylski; род. 11 декабря 1941, Лодзь — 4 апреля 2011) — польский композитор и музыкальный педагог.

## Биография
Окончил Высшую школу музыки в Лодзи (1969), ученик Францишека Весоловского и Томаша Кизеветтера. В дальнейшем совершенствовался как композитор под руководством Болеслава Шабельского в Катовице и Романа Хаубенштока-Рамати в Венской академии музыки. В 1970-е годы стал лауреатом нескольких польских композиторских конкурсов. С 1987 года профессор, заведующий кафедрой композиции Высшей школы музыки в Лодзи.

## Труды
Из произведений Пшибыльского наибольшей известностью пользуются «Месса Папы Иоанна Павла II» (1998), два концерта для аккордеона с оркестром (и ряд сольных пьес для этого инструмента), оркестровые сочинения «In honorem Nicolai Copernici» (1972), «Герника — памяти Пабло Пикассо» (1974), «Варшаве» (фр. A Varsovie; 1980) и др.